# Te slăvim, Românie!
Te slăvim, Românie! ( ascultă imnul (ajutor·info)) a fost imnul național al Republicii Populare Române între 1953 și 1975.
Versurile au fost scrise de Eugen Frunză și Dan Deșliu, iar muzica a fost compusă de Matei Socor. Subliniază prietenia cu Uniunea Sovietică și ideologia leninistă.

## Versuri
Te slăvim, Românie, pământ părintesc
Mândre plaiuri sub cerul tău pașnic rodesc
E zdrobit al trecutului jug blestemat
Nu zadarnic, străbunii eroi au luptat
Astăzi noi împlinim visul lor minunat.
Puternică, liberă,
Pe soartă stăpână
Trăiască Republica
Populară Română
Înfrățit fi-va veșnic al nostru popor
Cu poporul sovietic eliberator.
Leninismul ni-e far și tărie si avânt
Noi urmăm cu credință Partidul ne-nfrânt,
Făurim socialismul pe-al țării pământ.
Puternică, liberă,
Pe soartă stăpână
Trăiască Republica
Populară Română
Noi uzine clădim, rodul holdei sporim
Vrem în pace cu orice popor să trăim
Dar dușmanii de-ar fi să ne calce în prag
Îi vom frânge în numele a tot ce ni-e drag
Înălța-vom spre glorie al patriei steag
Puternică, liberă,
Pe soartă stăpână
Trăiască Republica
Populară Română